# Laticilla
Laticilla és un gènere d'ocells de la família dels pel·lorneids (Pellorneidae).

## Taxonomia
Segons la classificació del Congrés Ornitològic Internacional (versió 11.1, 2021) aquest gènere està format per dues espècies:
- Laticilla burnesii - matinera cuallarga fosca.
- Laticilla cinerascens - matinera cuallarga pàl·lida.